# Ocero
Ocero es una localidad del municipio leonés de Sancedo, en la comarca de El Bierzo, Comunidad Autónoma de Castilla y León. 
La iglesia está dedicada a santa Ana.

## Localidades limítrofes
Confina con las siguientes localidades:
- Al noreste con Berlanga del Bierzo.
- Al este con Tombrio de Arriba y Tombrio de Abajo.
- Al sureste con Fresnedo.
- Al sur con Sancedo.
- Al noroeste con Valle de Finolledo y Vega de Espinareda.

## Demografía
Evolución de la población
| Gráfica de evolución demográfica de Ocero entre 2000 y 2017        |
|                                                                    |
| Población de derecho (2000-2017) según el padrón municipal del INE |

## Historia
Así se describe a Ocero en el tomo XII del Diccionario geográfico-estadístico-histórico de España y sus posesiones de Ultramar, obra impulsada por Pascual Madoz a mediados del siglo XIX:

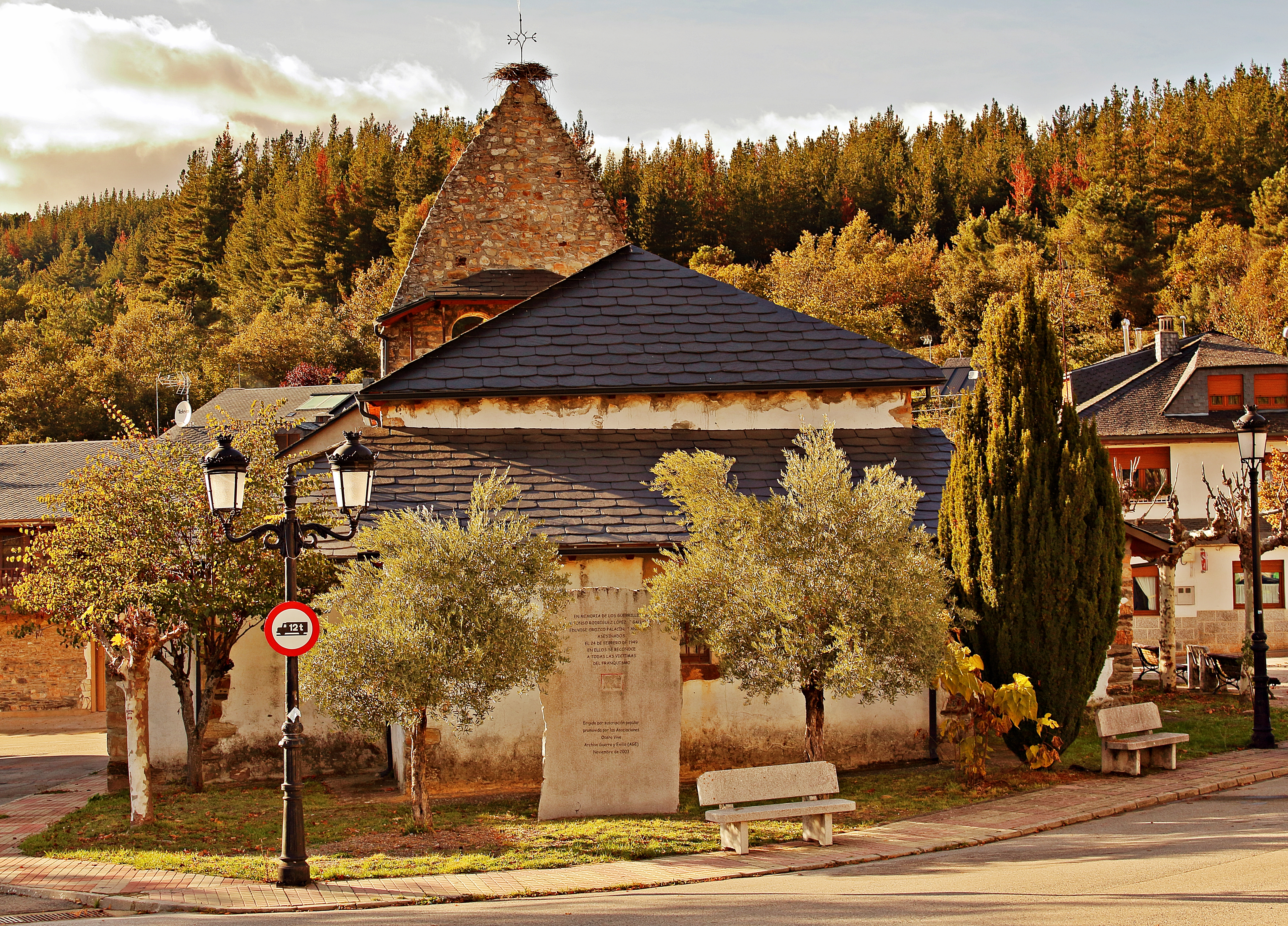
Monumento a la guerrilla antifranquista

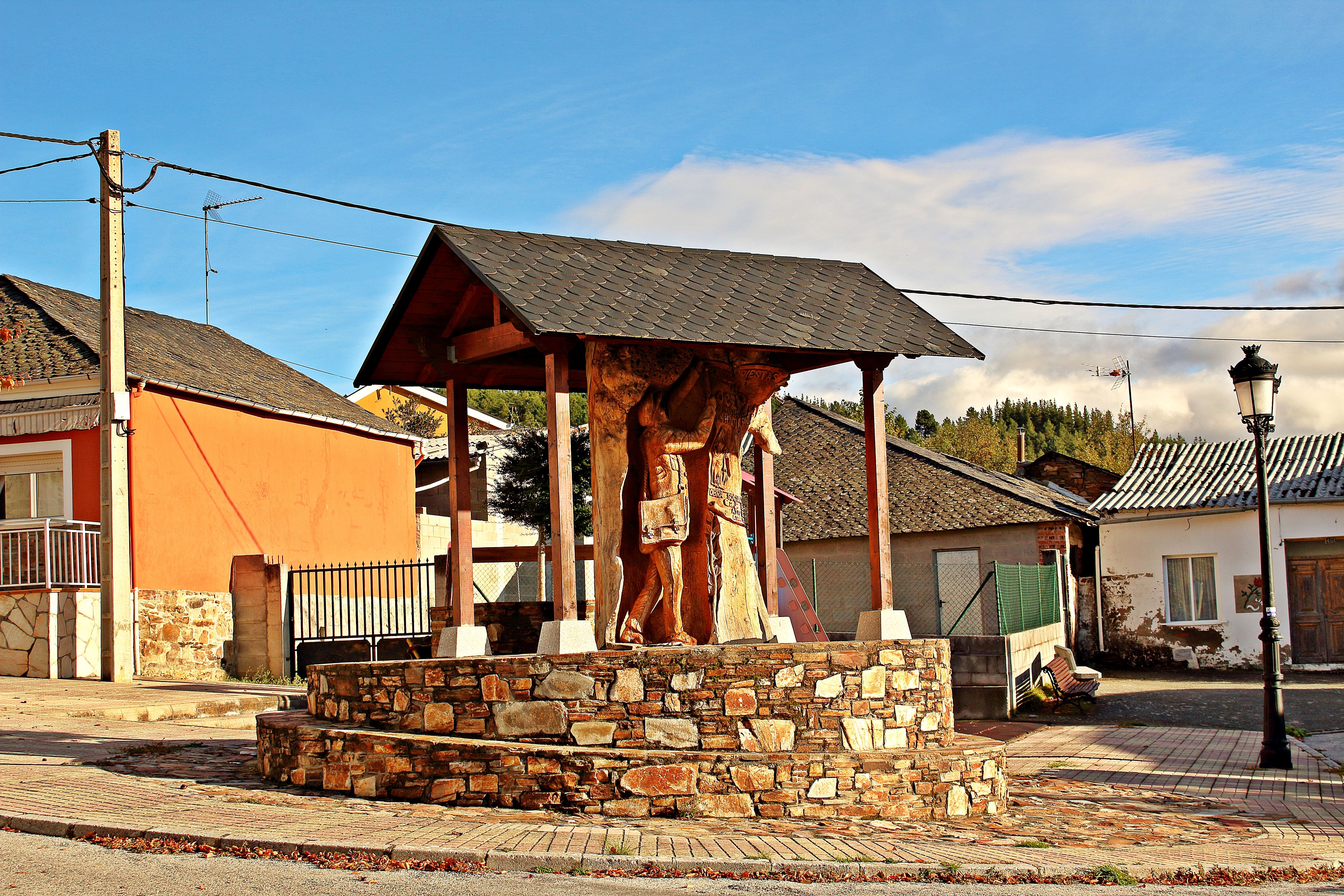
Monumento al cartero en el negrillo de Ocero

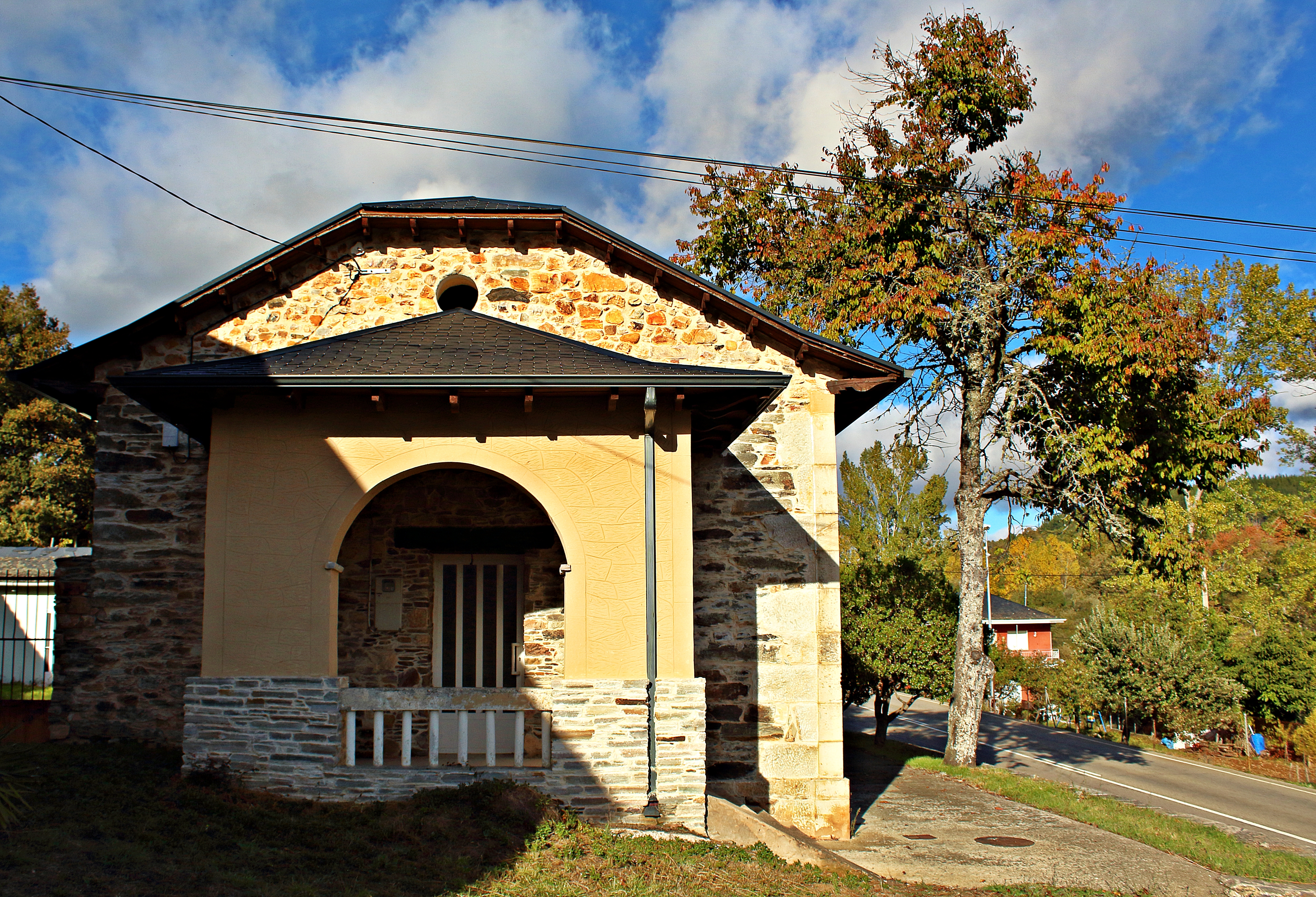
Antiguas escuelas de Ocero

Lugar en la provincia de León (16 leguas), partido judicial de Villafranca del Bierzo (3 ½), diócesis de Astorga (10), audiencia territorial y capitanía general de Valladolid (34), ayuntamiento de Sancedo. Situado en terreno desigual; su clima es frío; sus enfermedades más comunes dolores de costado y pulmonías. Tiene 90 casas; escuela de primeras letras dotada con 130 reales y una módica retribución de los 20 niños que la frecuentan; iglesia parroquial (Santa Ana) servida por un cura de ingreso que presentaban antes los monjes de Espinareda, y buenas aguas potables. Confina con término de Berlanga, Tombrío, Sancedo y San Vicente, todos a ½ legua. El terreno es de mala calidad; los caminos dirigen a los pueblos limítrofes; recibe la correspondencia de Espinareda. Producciones: granos, patatas, castañas y pastos; cría ganados, y caza mayor y menor. Industria: 5 molinos harineros, e igual número de alfareros. Población: 90 vecinos, 400 almas. Contribución: con el ayuntamiento.
Diccionario geográfico-estadístico-histórico de España y sus posesiones de Ultramar